# Toplița (Hunedoara)
Toplița es una comuna ubicada en el distrito de Hunedoara, Rumania.

## Superficie
Cuenta con una superficie de 50,75 kilómetros cuadrados.

## Demografía
Hasta 2021 la población era de 624 habitantes, con una densidad de población de 12,30 habitantes por kilómetro cuadrado.